# Вайгува
Вайгува (лит. Vaiguva) — деревня в Кельмеском районе Шяуляйского уезда Литвы. Центр Вайгувского староства. По состоянию на 2011 год здесь проживало 419 человек.

## Население
| 1902                           | 1923 | 1959 | 1970 | 1979 |
| ------------------------------ | ---- | ---- | ---- | ---- |
| 750                            | 435  | 523  | 649  | 523  |
| 1983                           | 1987 | 1989 | 2001 | 2011 |
| 614                            | 583  | 659  | 534  | 419  |
| Гистограмма динамики населения |      |      |      |      |

## История
Эта усадьба впервые упоминается в XIV веке, сама деревня в XV веке. В XVIII веке сформировался базовый план города, где церковь также была построена в 1719 году. В 1776 году Вайгува стала центром местного прихода. В 2008 году местный житель Пижус Стульгинскис построил в деревне часовню.

## Известные жители
- Альфонсас Эйдинтас[лит.]
- Александрас Лилейкис
- Ромуалдас Марцинкус[лит.]
- Миндаугас Норбутас

## Галерея

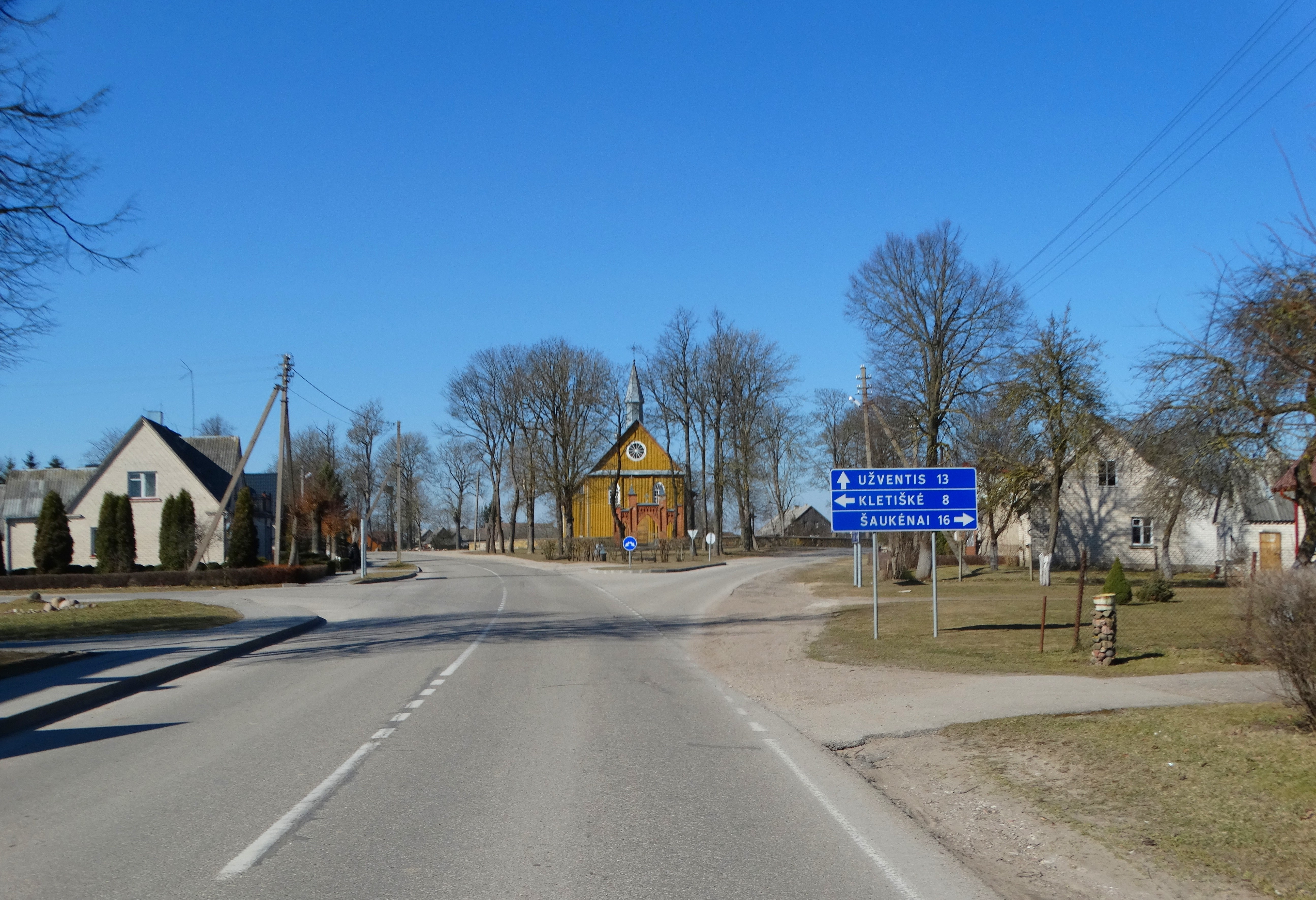
Центральная улица
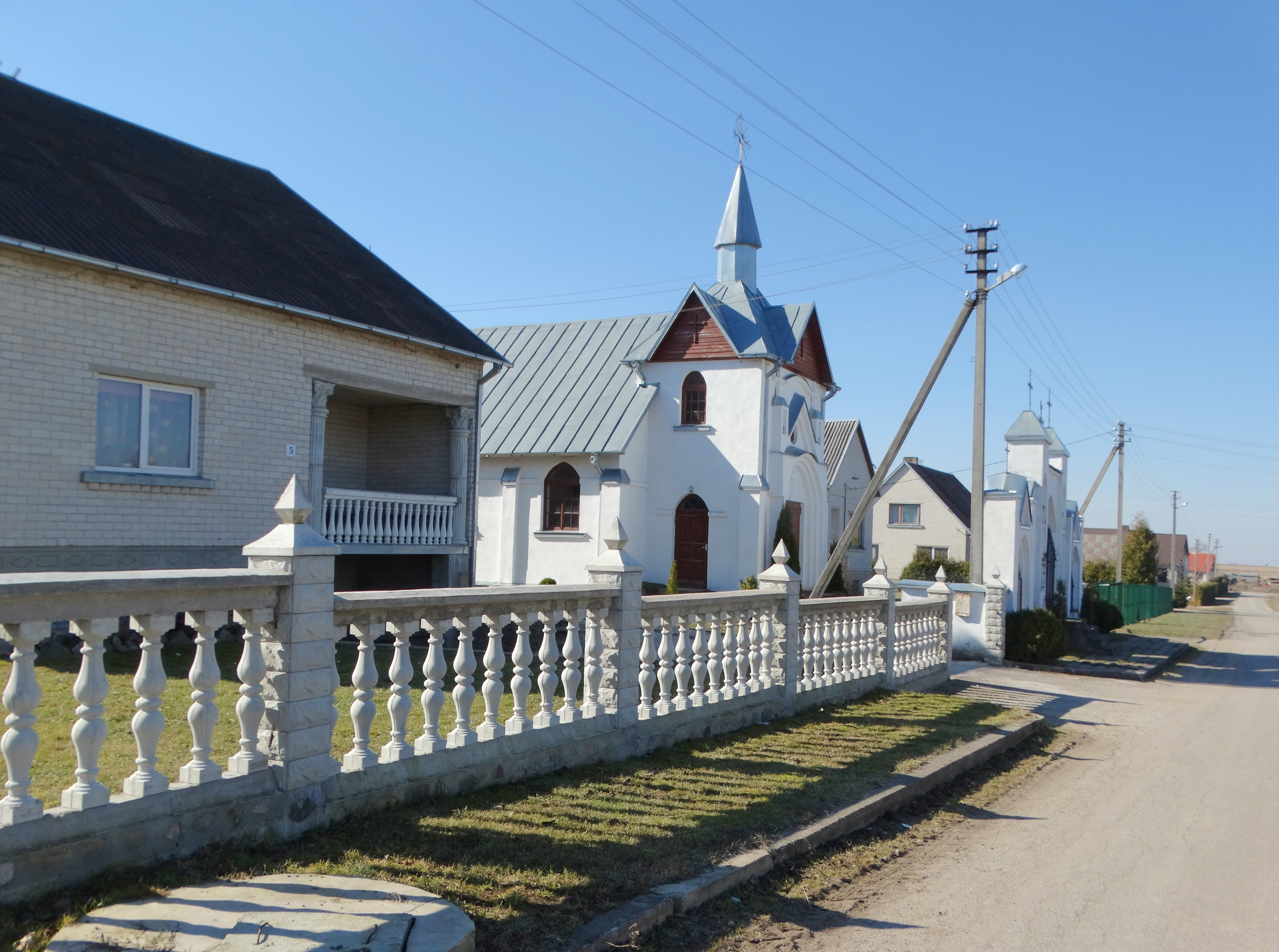
Костёл
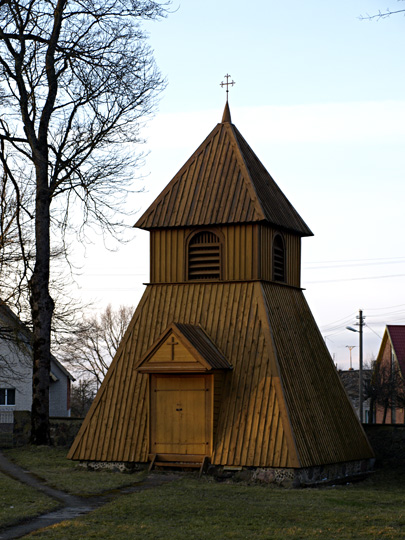
Часовня
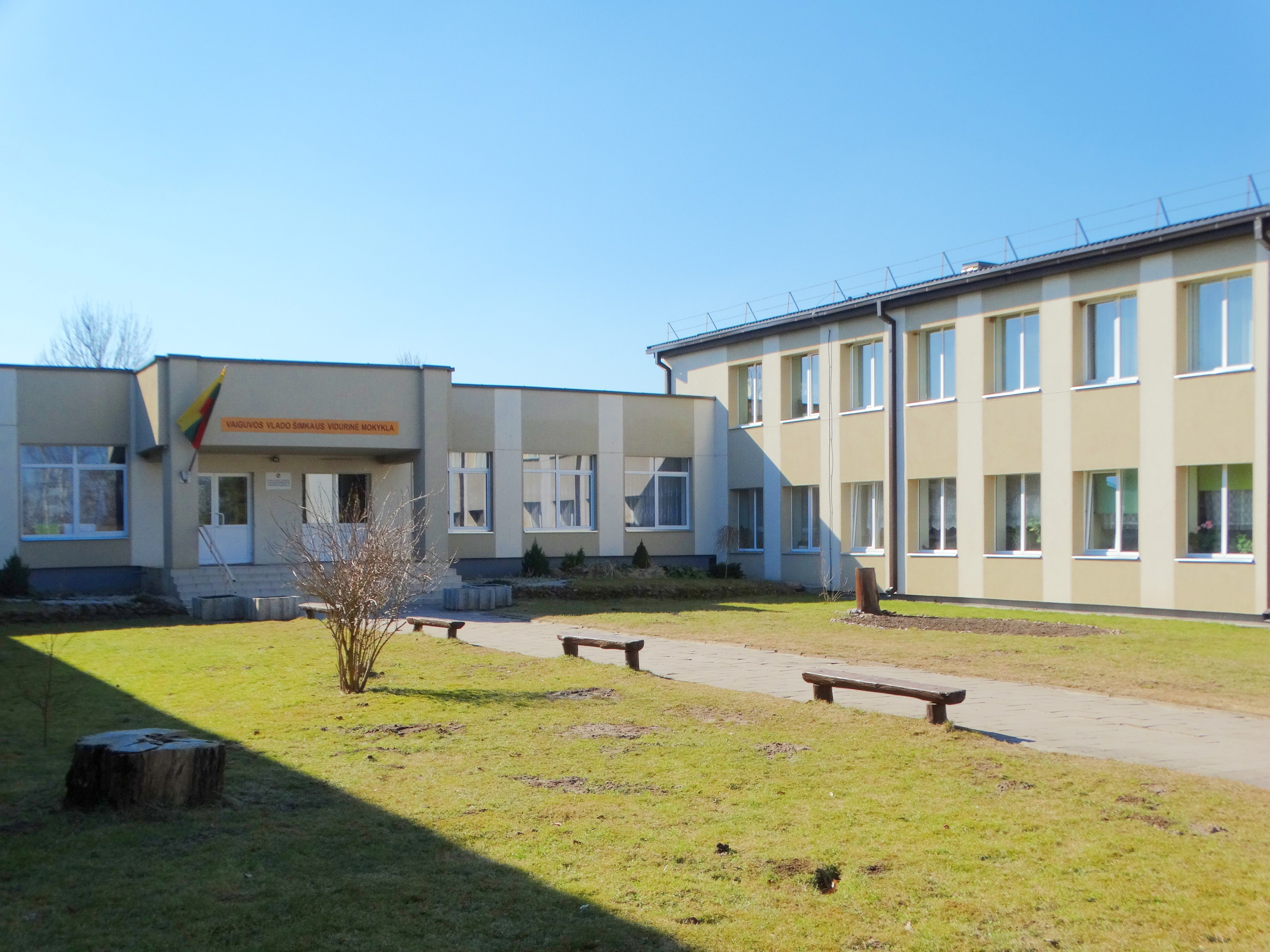
Школа
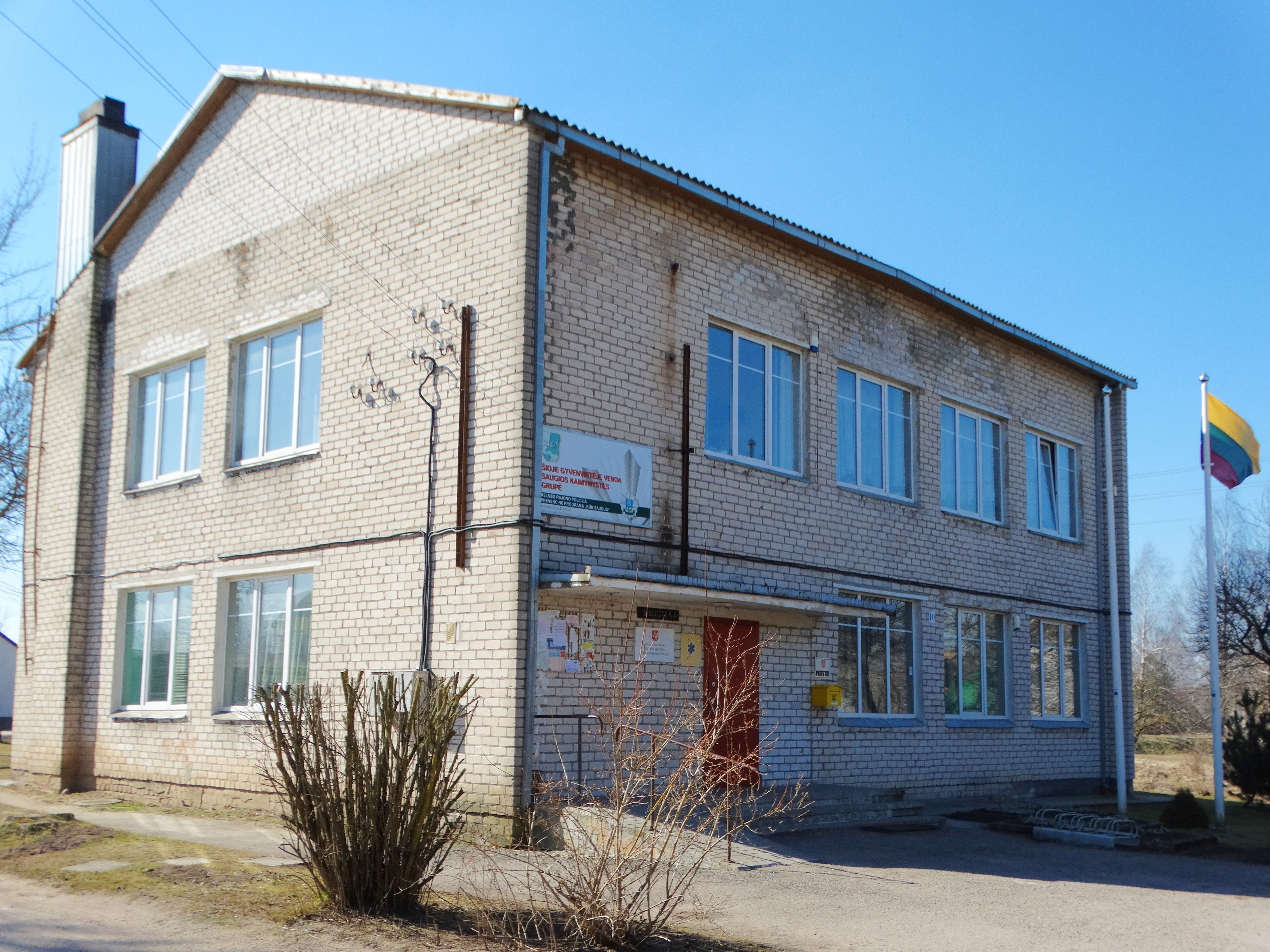
Здание староства